# Filmpreis des Europarates (FACE Award)

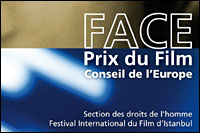
Filmpreis des Europarates (FACE)

Der Filmpreis des Europarates (FACE Award) geht auf Initiative des Europarates während des Internationalen Filmfestivals Istanbul an einen Regisseur, um dessen Engagement und Auseinandersetzung mit den Fragestellungen der Menschenrechte zu ehren. Er würdigt ebenso die Macht des Mediums Film, diese Problematik einem breiten Publikum zugänglich zu machen und so zu ihrem besseren Verständnis beiträgt. In diesem Sinne reflektiert das ausgezeichnete Werk jene Werte, die der Europarat selbst vertritt: persönliche und politische Freiheit, sowie Rechtsstaatlichkeit.

## Preis und Prozedur
Die eigens für den Preis ernannte Jury wählt den Gewinner aus den Teilnehmern in der Kategorie „Menschenrechte im Kino“ des Festivals aus. Dies können sowohl Dokumentar- als auch Spielfilme sein, die sich mit dem gesellschaftlichen Wandel oder individuellen Schicksalen befassen.
Der FACE Award wird in Form einer Bronzestatue übergeben und von einem Preisgeld in der Höhe von EUR 10.000 begleitet. Es handelt sich dabei um eine Zusammenarbeit mit Eurimages, dem Fonds des Europarates für Ko-Produktion, Vertrieb und Vorführung europäischer Filme.
Am 14. April 2007 wurde der Preis erstmals von Menschenrechtskommissar Thomas Hammarberg, im Namen des Generalsekretärs des Europarates, Terry Davis, verliehen. Von nun an wird der Filmpreis des Europarates jährlich im Rahmen der Zusammenarbeit zwischen dem Internationalen Filmfestival Istanbul und dem Europarat vergeben.

## Preisträger
- 2007: Das Weltgericht von Bamako – Regie: Abderrahmane Sissako
- 2008: Mang Shan / Blind Mountain – Regie:  Li Yang
- 2009: Birdwatchers – Das Land der roten Menschen – Regie:  Marco Bechis, Spezialpreis der Jury: Firaaq von Nandita Das[2]
- 2010: Ajami – Regie: Scandar Copti und Yaron Shani
- 2011: As if I’m Not There – Regie: Juanita Wilson, Spezialpreis der Jury: Press von Sedat Yılmaz
- 2012: Just the Wind – Regie: Bence Fliegauf
- 2013: Stein der Geduld – Regie: Atiq Rahimi
- 2014: Das fehlende Bild – Regie: Rithy Panh
- 2016: Mediterranea – Regie: Jonas Carpignano
- 2017: Félicité – Regie: Alain Gomis